# Diadegma micrurum
Diadegma micrurum là một loài tò vò trong họ Ichneumonidae.